# باربرا غيدز
باربرا غيدز (بالإنجليزية: Barbara Geddes)‏ هي عالمة سياسة أمريكية، ولدت في 15 أكتوبر 1944.